# Kittel (volymmått)
Kittel är ett äldre rymdmått. Ordet kommer av tyskans Kettel, engelskans kettle, som fått det av latinets catillus eller catinus (vattenkittel). En kittel motsvarade 3 såar eller 48 kannor = cirka 125,5 liter. 